# Korocenkî, Ciudniv
Korocenkî (în ucraineană Короченки) este un sat în comuna Tiutiunnîkî din raionul Ciudniv, regiunea Jîtomîr, Ucraina.

## Demografie
Componența lingvistică a localității Korocenkî
     Ucraineană (100%)
Conform recensământului din 2001, toată populația localității Korocenkî era vorbitoare de ucraineană (100%).

## Legături externe
- pl Koroczenki în Dicționarul geografic al Regatului Poloniei și al altor țări slave, volum IV (Kęs — Kutno) anul 1883

- pl Koroczenki în Dicționarul geografic al Regatului Poloniei și al altor țări slave, volum XV, p. 2 (Januszpol — Wola Justowska)1902